# Pierre Rissient
Pierre Rissient (* 4. August 1936 in Paris; † 6. Mai 2018 ebenda) war ein französischer Filmregisseur, Produzent und Drehbuchautor. Pierre Rissient drehte seinen ersten Film Alibis 1977.

## Leben
Pierre Rissient verbrachte die Kriegsjahre mit seinen Großeltern auf dem Land. 1945 zurück in Paris, besuchte er die Schulen Carnot et Pasteur. Rissient traf den Regisseur Henri Decoin und wurde sein Assistent. Rissient wurde auch zweiter Assistent bei Claude Chabrols Les Cousins (1959) und erster Regieassistent bei Jean-Luc Godards Außer Atem (1959). Auf der Avenue MacMahon war er Programmgestalter des MacMahon Kinos. Als Filmemacher war Rissient Drehbuchautor und Regisseur von Alibis, auch bekannt als One Night Stand (1977), und Cinq et la Peau (1982).

## Filmografie (Auswahl)
- 1977: Alibis
- 1982: Cinq et la peau
- 2000: Boesman and Lena
- 2001: Die Lady und der Herzog (L’anglaise et le duc)